# Tamopsis depressa
Espèce
Tamopsis depressa est une espèce d'araignées aranéomorphes de la famille des Hersiliidae.

## Distribution
Cette espèce est endémique d'Australie. Elle se rencontre dans l'Ouest de l'Australie-Occidentale et dans le Territoire du Nord.

## Description
Le mâle mesure 4,3 mm.

## Publication originale
- Baehr & Baehr, 1992 : New species and new records of genus Tamopsis Baehr & Baehr, (Arachnida, Araneae, Hersiliidae). Third supplement to the revision of the Australian Hersiliidae. Records of the Western Australian Museum, vol. 16, no 1, p. 61-77 (texte intégral).